# Kryterium Asów Polskich Lig Żużlowych im. Mieczysława Połukarda 2012
Kryterium Asów Polskich Lig Żużlowych im. Mieczysława Połukarda 2012 – 31. edycja turnieju żużlowego poświęconego pamięci polskiego Mieczysława Połukarda, żużlowca odbył się 1 kwietnia 2012. Zwyciężył Australijczyk Darcy Ward.

## Wyniki
- 1 kwietnia 2012 (niedziela), Stadion Polonii Bydgoszcz
- NCD: Maciej Janowski – 65,29 w wyścigu 3
- Sędzia: Leszek Demski z Ostrowa Wielkopolskiego

| Msc. | Zawodnik                  | Klub         | Pkt  |               |  |
| ---- | ------------------------- | ------------ | ---- | ------------- |  |
| 1    | (6) Darcy Ward            | Australia    | 13+3 | (1,3,3,3,3)   |  |
| 2    | (12) Maciej Janowski      | Tarnów       | 13+2 | (3,3,3,2,2)   |  |
| 3    | (5) Robert Kościecha      | Bydgoszcz    | 12   | (3,1,2,3,3)   |  |
| 4    | (11) Krzysztof Buczkowski | Bydgoszcz    | 11   | (1,3,2,3,2)   |  |
| 5    | (14) Przemysław Pawlicki  | Leszno       | 11   | (3,2,2,3,1)   |  |
| 6    | (9) Ryan Sullivan         | Australia    | 10   | (2,3,1,1,3)   |  |
| 7    | (7) Krzysztof Kasprzak    | Gorzów Wlkp. | 8    | (2,2,2,0,2)   |  |
| 8    | (1) Tomasz Gapiński       | Bydgoszcz    | 7    | (3,2,1,1,wsu) |  |
| 9    | (13) Piotr Pawlicki jr.   | Leszno       | 6    | (1,0,3,2,u)   |  |
| 10   | (15) Mikołaj Curyło       | Bydgoszcz    | 5    | (0,0,0,2,3)   |  |
| 11   | (8) Rafał Okoniewski      | Rzeszów      | 5    | (d,1,3,1,ns)  |  |
| 12   | (10) Damian Baliński      | Leszno       | 5    | (d,1,0,2,2)   |  |
| 13   | (16) Szymon Woźniak       | Bydgoszcz    | 4    | (2,2,0,0,0)   |  |
| 14   | (4) Tomasz Jędrzejak      | Wrocław      | 3    | (2,0,1,0,0)   |  |
| 15   | (2) Sebastian Ułamek      | Wrocław      | 3    | (1,0,1,0,1)   |  |
| 16   | (3) Adrian Miedziński     | Toruń        | 3    | (0,1,d,1,1)   |  |

Bieg po biegu
1. [66,24] Gapiński, Jędrzejak, Ułamek, Miedziński
2. [66,04] Kościecha, Kasprzak, Ward, Okoniewski
3. [65,29] Janowski, Sullivan, Buczkowski, Baliński
4. [66,02] Pawlicki, Woźniak, Pawlicki jr., Curyło
5. [65,96] Sullivan, Gapiński, Kościecha, Pawlicki jr.
6. [65,52] Ward, Pawlicki, Baliński, Ułamek
7. [65,37] Buczkowski, Kasprzak, Miedziński, Curyło
8. [65,47] Janowski, Woźniak, Okoniewski, Jędrzejak
9. [66,50] Ward, Buczkowski, Gapiński, Woźniak
10. [66,09] Janowski, Kościecha, Ułamek, Curyło
11. [65,47] Okoniewski, Pawlicki, Sullivan, Miedziński
12. [65,51] Pawlicki jr., Kasprzak, Jędrzejak, Baliński
13. [66,32] Pawlicki, Janowski, Gapiński, Kasprzak
14. [66,11] Buczkowski, Pawlicki jr., Okoniewski, Ułamek
15. [66,18] Kościecha, Baliński, Miedziński, Woźniak
16. [66,35] Ward, Curyło, Sullivan, Jędrzejak
17. [67,54] Curyło, Baliński, Gapiński, Okoniewski
18. [66,24] Sullivan, Kasprzak, Ułamek, Woźniak
19. [65,22] Ward, Janowski, Miedziński, Pawlicki jr.
20. [66,22] Kościecha, Buczkowski, Pawlicki, Jędrzejak
21. Wyścig dodatkowy o 1. miejsce: [67,80] Darcy Ward (3) i Maciej Janowski (2).